# امپاتوان، مگویندانائو
امپاتوان، مگویندانائو (به لاتین: Ampatuan, Maguindanao) یک سکونتگاه مسکونی در فیلیپین است که در ماگوئیندانائو واقع شده‌است.

## خصوصیات
امپاتوان ۲۵۵٫۴۰ کیلومترمربع مساحت و ۱۷٬۸۰۰ نفر جمعیت دارد.